# Szathmári Paksi Mihály (tanár, 1715–1778)
Szathmári Paksi Mihály (Tokaj, 1715. április 25. – Sárospatak, 1778. március 15.) református kollégiumi tanár.

## Élete
Paksi Mihály tanár és Ember Judit fia. Marosvásárhelyen, majd 1734-től Sárospatakon tanult. Ezután külföldre akart menni, ezért 1737 nyarán Erdélyben körutat tett, hogy a korabeli szokások szerint pénzt gyűjtsön. Kiutazása után 1738. június 12-én a leideni, 1739 júniusában pedig a franekeri egyetemre iratkozott be. 1741-ben tért vissza és 1742-ben lett sárospataki tanár, közben egy évig 1743-ban mezőcsáti pap volt, azután ismét Sárospatakon működött 1772-ig, amikor nyugalomba vonult. Meghalt hosszas betegsége után.

## Munkái
- Isten igazgatásából vett nevének hit által meg-felelő Ersébeth aszszony: kinek szép példáját, néhai Szuhai Ersébeth aszszonyban Báji Patai Sámuel ur ... élete párjában feltalálta és leirni igyekezte Bájon 1765. eszt. hely n. (Szathmári Paksi István és Pál gyászbeszédeivel együtt.)
- Bölcs madarászat… (Gyászbeszéd Patay Józsefné Darvas Borbála felett). (Hely n. 1769.)